# Alburnus mento
Espèce
Synonymes
- Aspius heckelii Fitzinger, 1832[2]
- Aspius mento Heckel, 1836[3]
- Aspius mento Perty, 1832[2]

Statut de conservation UICN

 LC  : Préoccupation mineure
Alburnus mento (Danube bleak en anglais,) est un poisson d'eau douce de la famille des Cyprinidae.

## Répartition
Alburnus mento se rencontre dans les lacs alpins d'Allemagne et d'Autriche.

## Description
La taille maximale connue pour Alburnus mento est de 400 mm. C'est une espèce lacustre qui remonte les cours d'eau à fort courant pour s'y reproduire. La ponte a lieu sur fond de gravier, rarement sur la rive des lacs. Ces œufs sont collants et adhérent aux galets et pierres. La maturité sexuelle est atteinte vers l'âge de 4 à 5 ans, les femelles étant mature en moyenne un an plus tard que les mâles. La reproduction a lieu entre mai et juillet lorsque la température de l'eau est comprise entre 12 et 18 °C.

## Taxonomie
Selon les sources, cette espèce est indiquée comme décrite en 1836 ou en 1837. Mais force est de constater que la publication originale date de 1836.

## Publication originale
- Heckel, 1836 : Über einige neue, oder nicht gehörig unterschiedene Cyprinen, nebst einer systematischen Darstellung der europäischen Gattungen dieser Gruppe. Annalen des Wiener Museums der Naturgeschichte, vol. 1, n. 10, p. 219-234[7] (texte intégral).